# Geny R
Geny R, geny odporności – grupa genów obecnych w genomie roślin odpowiedzialnych za przekazywanie dziedzicznej odporności na patogeny. Każdy z genów R zapewnia roślinom całkowitą odporność na konkretny patotyp patogenu. Produkt genu R wchodzi w reakcję pośrednią lub bezpośrednią z produktem genu awirulencji (gen avr) obecnego w genomie organizmu atakującego rośliny. Ten mechanizm obronny określany jest jako odporność "gen na gen". Efektem reakcji między produktem genu R a produktem genu avr jest reakcja nadwrażliwości, obumarcie zainfekowanego fragmentu tkanek i uniemożliwienie patogenowi dalszego rozprzestrzeniania.
Geny R należą do ściśle powiązanej rodziny genów i licznie występują w genomach roślin. Ewolucja zapewnia obecność alleli gwarantujących rozpoznanie patogenów pojawiających się w populacji. W efekcie rośliny w naturze wykazują trwałą odporność na zmienne czynniki chorobotwórcze. Odpowiednią różnorodność genów R zapewniają tandemowe i segmentowe duplikacje genów, rekombinacja, nierówny crossing-over (ang. unequal crossing over), mutacje punktowe i dobór różnicujący. Dobór stabilizujący umożliwia utrzymanie odpowiedniej różnorodności genów R w populacji. Szczególną cechą genów R jest występowanie dużych obszarów kodujących leucynę (sekwencji NBS-LRR) oraz stosunkowo duża zmienność większa niż pozostałych obszarów genomu. Analiza sekwencji NBS-LRR wskazuje, że geny R stanowią 1% genomu Arabidopsis.